# Balaguier-d'Olt
Balaguier-d'Olt é uma comuna francesa na região administrativa de Occitânia, no departamento de Aveyron. Estende-se por uma área de 10,84 km². Em 2010 a comuna tinha 179 habitantes (densidade: 16,5 hab./km²).